# ۲۲ تیر
۲۲ تیر صد و پانزدهمین روز سال در گاه‌شماری خورشیدی است. به پایان سال ۲۵۰ روز (۲۵۱ روز در سال کبیسه) باقی‌است.

## رویدادها
- ۱۲۸۸ - ورود نیروهای مجاهدین بختیاری و گیلکی و فتح تهران در جریان انقلاب مشروطه.
- ۱۳۱۴ - کشتار مردم متعرض به کشف حجاب در مسجد گوهرشاد مشهد توسط قزاقان رضا شاه پهلوی
- ۱۳۹۴ - حادثه ۲۲ تیر ۱۳۹۴ فروند بالگرد شب‌پر شرکت نفت فلات قاره ایران
- ۱۳۹۵ - حادثه تیر ۱۳۹۵ هواپیمایی زاگرس
- ۱۳۹۳- قهرمانی آلمان در جام جهانی ۲۰۱۴

## زادروزها
- ۱۳۲۰ - ناصر تقوایی، کارگردان
- ۱۳۵۵ - مجید یاسر، بازیگر

## درگذشت‌ها
- ۱۳۴۸ - خلیل ملکی، یکی از اعضای گروه ۵۳ نفر
- ۱۳۶۸ - عبدالرحمان قاسملو، دبیر کل حزب دموکرات کردستان ایران
- ۱۳۸۶ - فاخره صبا، خواننده اپرا (متسوسوپرانو)، نویسنده و فرهنگ‌نویس (زاده ۱۲۹۹)
- ۱۳۸۸ - فرخ‌لقا هوشمند، بازیگر (زاده ۱۳۰۷)
- ۱۳۸۹ - رحیم رضازاده ملک، پژوهشگر در تاریخ و فرهنگ ایران (زاده ۱۳۱۹)
- ۱۳۹۱ - حمید سمندریان، کارگردان و استاد تئاتر (زاده ۱۳۱۰)
- ۱۴۰۲ - علی محمد اشکبوس، دوبلور (زاده ۱۳۲۴)

## مناسبت ها
روز فن آوري 